# Dariusz Kubicki
Dariusz Kubicki é um ex-futebolista polonês. Ele competiu na Copa do Mundo FIFA de 1986, sediada no México, na qual a seleção de seu país terminou na 14º colocação dentre os 24 participantes.

## Títulos
Legia Warsaw
- Supercopa da Polônia (1): 1989
- Copa da Polônia (2): 1988/89, 1989/90